# Dvorana Zlatorog
Dvorana Zlatorog – obiekt sportowy w Celje. Hala otworzona została w 2003 roku.
W tym obiekcie rozgrywano mecze fazy grupowej Mistrzostw Europy w Koszykówce Mężczyzn 2013.
Z hali korzysta klub piłki ręcznej – RK Celje.